# USS Toledo (SSN-769)
Lo USS Toledo (hull classification symbol SSN-769) è un sottomarino nucleare di classe Los Angeles, terza nave della Marina degli Stati Uniti a prendere il nome dalla città di Toledo, Ohio. 
Il contratto di costruzione venne assegnato alla Newport News Shipbuilding and Dry Dock Company di Newport News, (Virginia) il 10 giugno 1988 e l'impostazione della chiglia avvenne il 6 maggio 1991. Il varo avvenne il 28 agosto 1993 sotto il patrocinio della signora Sabra Smith.

## Storia
Il suo primo dispiegamento avvenne nel Mediterraneo con la portaerei George Washington nel 1997-1998, seguito da un tour di sei mesi nel Nord Atlantico.

### Kursk

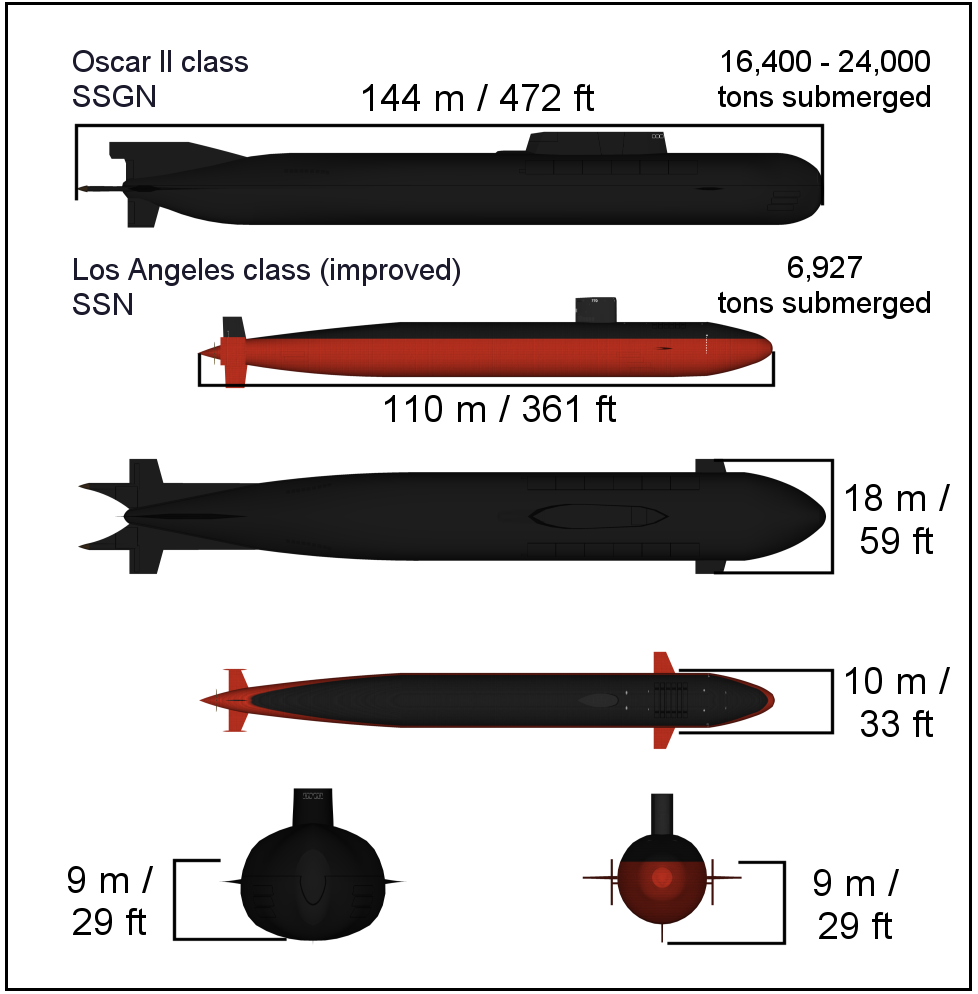
Confronto di dimensioni e massa tra il Kursk e l'USS Toledo

Nell'agosto del 2000 i sottomarini Toledo e Memphis si trovavano nel Mare di Barents ad osservare le esercitazioni della marina militare russa. Il 12 agosto il sottomarino nucleare russo, classe Oscar II, K-141 Kursk subì un incidente catastrofico e affondò.
I funzionari della Marina russa inizialmente fecero numerose affermazioni secondo cui l'affondamento del Kursk era stato causato da una collisione con uno dei sottomarini statunitensi, sebbene le prove smentissero chiaramente tale teoria. I segnali sismici sottomarini registrati corrispondevano a quelli di un'esplosione e non di una collisione con un'altra nave, e i sottomarini statunitensi erano pienamente operativi dopo l'incidente (si sostiene che il Toledo sarebbe stato gravemente danneggiato o affondato da un'ipotetica collisione, essendo meno della metà dello dislocamento del Kursk). Il disastro del Kursk è stato ufficialmente attribuito a un siluro di prova difettoso che perdeva perossido altamente volatile ad alto test, innescando una reazione a catena che fece esplodere da cinque a sette testate di siluri pronte per il combattimento.
Tuttavia, il regista francese Jean-Michel Carré, in un film di finzione storica intitolato Le Koursk, un sous-marin en eaux troubles (In italiano: Kursk: un sottomarino in acque agitate), andato in onda il 7 gennaio 2005 sul canale televisivo francese France 2, affermò che il Kursk affondò a causa di una sequenza di eventi innescato dalla collisione con il Toledo. Secondo Carré, il Kursk stava eseguendo test con siluri VA-111 Shkval e i test erano osservati da due sottomarini statunitensi in servizio nella regione, il Toledo e il Memphis.

### Schieramenti 2001-2006

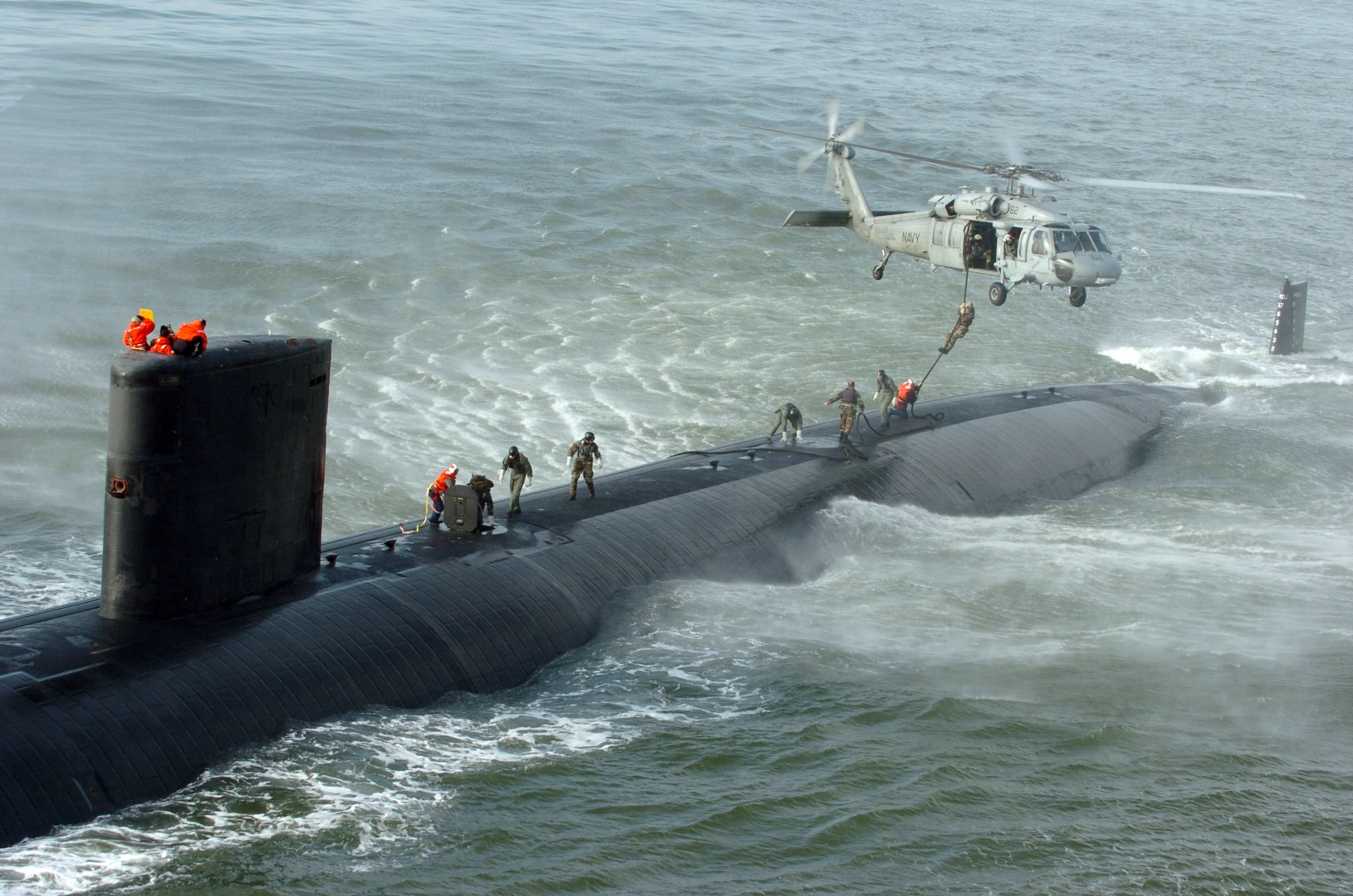
Esercitazione in mare tra il Toledo e un MH-60S Seahawk, Oceano Atlantico 2005

Il Toledo si schierò nuovamente nel Mediterraneo tra la fine del 2001 e l'inizio del 2002 a sostegno dell'operazione Enduring Freedom. A metà aprile 2003 dopo aver preso parte alla guerra in Iraq, il sottomarino classe Los Angeles tornò negli Stati Uniti approdando alla Naval Submarine Base di New London.
Il 7 dicembre 2004, il Toledo tornò a Groton, nel Connecticut, dopo un dispiegamento di sei mesi nel Golfo Persico con il John F. Kennedy Carrier Strike Group che includeva scali portuali a Creta, Dubai e Bahrain. Il suo percorso di ritorno dal Bahrain fu insolito siccome aggirò il capo di Buona Speranza invece di utilizzare il canale di Suez. Una volta tornato nel Nord Atlantico, venne inviato per una missione segreta di interdizione della droga con la Joint Interagency Task Force-South nel Mar dei Caraibi.
Il 31 gennaio 2006 il Toledo partì nuovamente per un dispiegamento di sei mesi presso il CENTCOM. I porti di scalo includevano la baia di Augusta in Sicilia, Dubai negli Emirati Arabi Uniti, l'isola di Diego Garcia nel Territorio Britannico dell'Oceano Indiano e La Maddalena in Sardegna. Il sottomarino concluse il dispiegamento il 31 luglio 2006.

### Manutenzione 2006–2009
La Northrop Grumman Corporation si aggiudicò un contratto dalla Marina degli Stati Uniti per lavori di manutenzione, noti come periodo di modernizzazione del deposito, sul Toledo. Il contratto di pianificazione iniziale venne valutato circa $ 34,7 milioni. Il valore finale, inclusa l'effettiva esecuzione, fu di 178,5 milioni di dollari. Il Toledo arrivò nel dicembre 2006 a Newport News e il lavoro venne completato nel marzo 2009. Il progetto venne ritardato di otto mesi a causa di circa 2.000 modifiche al progetto. 
Nel luglio 2009 durante un'ispezione di routine vennero scoperte due crepe nello scafo, inclusa una nello scafo pressurizzato. Sebbene la Marina e Northrop Grumman avviarono due indagini sulle pratiche di saldatura presso il cantiere mentre il Toledo era in manutenzione, le crepe non sembrarono essere correlate alle saldature.

### Rientro in servizio
il Toledo partì per un altro dispiegamento di sei mesi il 23 luglio 2010. Nel dicembre 2010 fece scalo ad Haifa, in Israele. Il comandante Reckamp venne ricevuto dal sindaco della città di Haifa Yona Yahav nel municipio, come è consuetudine per i comandanti delle navi da guerra che fanno scalo ad Haifa.
Il 20 gennaio 2011 il Toledo tornò a Groton, nel Connecticut, dopo un dispiegamento di sei mesi che incluse scali portuali a Cipro, Bahrain e Haifa.
Il 12 settembre 2019 il Toledo completò un dispiegamento EUCOM di otto mesi che includeva scali portuali a Faslane, in Scozia, e Haakonsvern, in Norvegia.
All'inizio del 2020, lo YouTuber e comunicatore scientifico Destin Sandlin viaggiò a bordo del Toledo per 24 ore come parte di una serie di video che descriveva diverse caratteristiche e funzioni del sottomarino.
Nel maggio 2020, l'equipaggio del Toledo venne insignito del Navy Unit Commendation per aver compiuto un dispiegamento di raccolta di informazioni durato otto mesi.